# Guerre des Juifs
La Guerre des Juifs (Φλαυίου Ἰωσήπου ἱστορία Ἰουδαϊκοῦ πολέμου πρὸς Ῥωμαίους βιβλία, Phlauiou Iōsēpou historia Ioudaikou polemou pros Rōmaious biblia), ou, plus précisément, d'après le titre en grec, La Guerre des Juifs contre les Romains, et en latin Bellum Judaicum est un récit en sept livres de l'historiographe juif et romain Flavius Josèphe. La période couverte va de l'intervention d'Antiochos IV en Judée, en 175 av. J.-C., jusqu'à la chute de Massada en 74 ap. J.-C. L'essentiel du récit porte sur la première guerre judéo-romaine.

## Rédaction et structure
Il est communément admis que le texte original, aujourd'hui perdu, a été rédigé par Josèphe en araméen pour la communauté judéenne de Mésopotamie et a été édité en grande partie entre 66 et 73, sous le règne de Titus. Le livre VII pourrait, lui, avoir plutôt été rédigé sous le règne de Domitien entre 81 et 96. La version araméenne a dû être reprise en grec et élargie par Josèphe avec des assistants. Toutes les versions que l'on en possède dépendent de cette version grecque.
La Guerre des Juifs se décompose en quatre parties : la première, regroupant les livres I et II, raconte succinctement les événements entre la répression d'Antiochos IV et l'année 66 de notre ère : la deuxième, dans les livres III et IV, décrit la campagne du futur empereur Vespasien en 67 et 68 essentiellement en Galilée ; la troisième, comprenant les livres V et VI, décrit le siège de Jérusalem par Titus et la chute de la ville ; enfin, la quatrième, contenue dans le livre VII, est une forme d'appendice qui raconte le triomphe de Titus à Rome, les mesures prises par celui-ci et décrit la défaite des dernières poches de résistance entre 70 et 74.
Un seul fragment subsiste de cette œuvre, plus ancien que la version courte et orientée d'Eusèbe de Césarée : il s'agit d'un papyrus qui remonte à la fin du IIIe siècle, le Graeca Vidobonensis 29 810 qui contient une version différente de l'édition moderne principale.

## Contenu

### Style
Josèphe est un témoin direct produisant une œuvre de propagande, publiée avec imprimatur de Titus, qui magnifie la puissance romaine tout en étant soucieux de présenter son propre rôle sous un jour le plus favorable. Les points de vue qu'il envisage sont proches de ses protecteurs flaviens – dont il est possible qu'il ait utilisé les notes de campagne – et traduisent une profonde aversion pour le nationalisme zélote.
Stylistiquement, si Flavius Josèphe ne s'écarte pas des principes historiographiques des écoles hellénistiques de son temps, il demeure fidèle à la traditionnelle inspiration judéenne de l'économie du salut : quand, par exemple, il explique la destruction du Temple comme un châtiment dont les Romains sont l'instrument, à l'instar des anciens prophètes qui stigmatisaient la rupture de l'alliance mosaïque par le peuple, il suit une conception séculaire de l'histoire judéenne. Cependant, Josèphe semble se différencier de l'aspiration messianique répandue parmi ses compatriotes de Judée, qu'il détourne de sa forme habituelle en substituant à l'envoyé du Seigneur espéré pour libérer le peuple du joug étranger l'empereur Vespasien lui-même.
Dans son autobiographie (Vita), Flavius Josèphe indique aussi qu'il a échangé soixante-deux lettres avec le roi Hérode Agrippa II, dans lesquelles il lui a soumis certains passages de son livre.

### Version slavonne
La Guerre des Juifs en langue slavonne (vieux-slave) diffère beaucoup de celle des manuscrits grecs existants. Le slavon est la langue liturgique des Slaves orthodoxes. Cette version est connue par plusieurs manuscrits datant du XVe siècle jusqu'au XVIIIe siècle. Il ne s'agit pas d'une traduction du texte grec, car ce « Josèphe slavon » est amputé de nombreuses narrations, mais contient aussi vingt-deux passages qui sont absents de la version grecque. S'il y a eu débat sur l'ancienneté de la source originale, il paraît désormais douteux que cette version slavonne remonte à l'Antiquité et la plupart des chercheurs estiment que les additions slavones datent du Moyen Âge : « l'ouvrage a été adapté par son traducteur médiéval afin de combler ce qui devait passer pour des lacunes aux yeux du lecteur chrétien ; […] les huit principaux ajouts slavons concernent Jean Baptiste, Jésus et les origines du christianisme ».
En 1928, H.S.J. Thackeray a émis l'hypothèse que le texte slavon pourrait être la traduction de l'original perdu « que Flavius Josèphe aurait rédigée en araméen, ce qui expliquerait les différences ». Cette thèse a été reprise par Étienne Nodet de l'École biblique de Jérusalem mais elle se heurte aux nombreuses incohérences et éléments provenant de la culture russe contenus dans le texte. Il y a donc un quasi-consensus pour la rejeter, tout en notant que les ajouts qui rapportent des informations sur le mouvement chrétien semblent provenir d'un milieu juif plutôt que d'un milieu russe. En 2002, Étienne Nodet a toutefois émis l'hypothèse que cette version slavonne serait issue d'une première version en grec soumise par Flavius Josèphe à Agrippa II pour approbation. L'un des arguments de Nodet est qu'il est difficile d'attribuer à un interpolateur chrétien les suppléments de la version slavonne, notamment parce que l'on voit mal comment un chrétien aurait pu s'abstenir de faire le moindre lien entre Jean-Baptiste et Jésus,,.

## Valeur historique
Cette source constitue presque la seule source judéenne de valeur concernant ces trois siècles, une source de première main concernant l'histoire du peuple judéen. Cependant, fourmillant de contradictions, d'ambiguïtés, voire d'erreurs, son usage nécessite un examen critique minutieux et consciencieux pour chacune de ses utilisations.
La Guerre des Juifs est orientée par une idéologie particulière : Josèphe ne produit que le point de vue convenant aux vainqueurs romains ainsi qu'à son peuple défait et, s'il ne les invente pas, il est clair qu'il rapporte les événements de manière orientée et calculée.
Comme dans d'autres œuvres, il s'efforce de démontrer qu'un modus vivendi avec les Romains peut être trouvé, reprenant un parti qui existait chez les notables judéens, décimés par les extrémistes zélotes et sicaires. On trouve ainsi un ton volontiers polémique à l'encontre de ces derniers – qui se substitue aux silences de la rédaction qui nuisent parfois à l'exposé – à la fois pour les condamner et pour brouiller leur message.

## Le pseudo-Hégésippe
Il existe un texte – intitulé dans les manuscrits, soit De excidio urbis Hierosolymitanæ (La Destruction de Jérusalem), soit simplement Historiæ – qui a été rédigé en latin par un auteur chrétien anonyme vers la fin du IVe siècle. Il reprend pour l'essentiel la matière de la Guerre des Juifs, en la distribuant en cinq livres au lieu de sept : les quatre premiers sont à peu près parallèles dans l'un et l'autre récit, mais le cinquième livre du texte latin correspond aux livres cinq et six et à une partie du septième livre de Josèphe. Il introduit aussi des éléments empruntés aux Antiquités judaïques : par exemple, en I, 38, l'épisode de l'épidémie consécutive à l'exécution de Mariamne, femme d'Hérode ; en II, 4, l'épisode du viol de Pauline dans un temple d'Anubis. Une version du Testimonium flavianum est présente dans le livre II. Mais l'ensemble est librement reformulé par un rhéteur et, d'autre part, des passages chrétiens haineux et revanchards [non neutre] à l'égard des Juifs sont introduits : leur défaite étant présentée comme une punition de leur rejet du Christ.
Quant à l'époque de la rédaction de ce texte, on peut relever que la ville de Constantinople est nommée et, d'autre part, une assez longue allusion à la domination romaine sur l'île de Bretagne en II, 9 est en général vue comme une référence à la reconquête de cette île par Théodose l'Ancien en 368/70, ce qui pointerait vers les années 370. Certains manuscrits parmi les plus anciens attribuent le texte à Ambroise de Milan. Le nom d'auteur « Hégésippe » (Hegesippus), qui se rencontre dans la majorité des manuscrits, provient sans doute de la bévue tardive d'un copiste (pas avant le IXe siècle) : sans doute une mauvaise lecture de Iosippus, orthographe utilisée pour Iosephus. Cette erreur a conduit ensuite à une confusion avec l'Hégésippe du IIe siècle cité par Eusèbe de Césarée, qui n'a sûrement rien à voir avec ce texte. La majorité des spécialistes modernes le considèrent prudemment comme anonyme.
Ce texte a eu une très grande diffusion dans l'Occident médiéval. Il ne faut pas le confondre avec la traduction latine rigoureuse de la Guerre des Juifs (en sept livres) réalisée à la même époque et attribuée généralement, soit à saint Jérôme, soit (plus souvent) à Rufin d'Aquilée.

## Éditions
- La Guerre des Juifs (trad. Pierre Savinel), Éditions de Minuit, coll. « Arguments », 1977, 608 p..
- La Guerre des Juifs (trad. André Pelletier), Les Belles Lettres, trois volumes, 1975-1982.